# Partita para violín solo n.º 1, BWV 1002

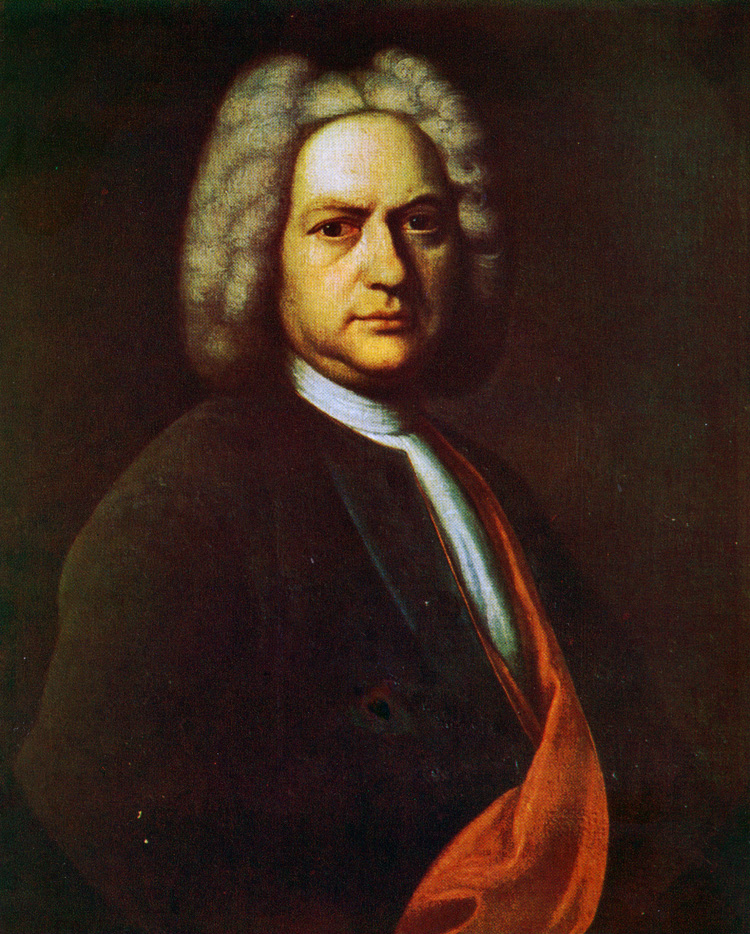
Bach hacia 1720.

La Partita para violín solo n.º 1, BWV 1002 en si menor es una partita compuesta para violín solo por Johann Sebastian Bach en 1720. Es la segunda de las seis Sonatas y partitas para violín solo.

## Historia
Esta pieza pertenece al conjunto Sonatas y partitas para violín solo, BWV 1001-1006 cuya composición se inició alrededor de 1703 en Weimar y terminó la serie completa alrededor de 1720, mientras el compositor ocupaba el puesto de Kapellmeister o maestro de capilla en Köthen. Se trata de una pieza de los primeros tiempos del maestro alemán. Por aquella época, Bach aspiraba a un puesto en una iglesia y fue escuchado por el duque Juan Ernesto III de Sajonia-Weimar que le ofreció un puesto como músico de corte. Asimismo se considera que puede haber recibido influencias de Paul von Westhoff cuando estuvo en Weimar mientras el repertorio para violín solo estaba creciendo en popularidad a la vista del número de piezas compuestas en aquel momento por compositores contemporáneos. Antes de explorar las obras para solista, Bach se había centrado principalmente en la música de cámara durante su estancia en Leipzig donde las sonatas a trío eran compuestas rápidamente y agrupadas por estilos de composición similares. Su hijo Carl Philipp Emanuel Bach confirmó esto en su producción posterior y hallazgos en la obra de su padre. La citada partita oficialmente data de sus años en Köthen, tras su periodo de música de cámara cuando decidió explorar un estilo sin bajo continuo de ninguna clase.
La primera publicación de esta colección de piezas no se llevó a cabo hasta 1802.

## Estructura y análisis
La pieza consta de los siguientes movimientos:
- I. Allemande 4
4 – Double 2
2
- II. Corrente 3
4 – Double (Presto) 3
4
- III. Sarabande 3
4 – Double 9
8
- IV. Tempo di Borea 2
2 – Double 2
2

La interpretación de la obra dura aproximadamente 26 minutos. Está formada por cuatro movimientos de suite clásica: una alemanda, una courante, una zarabanda y una bourrée. El último movimiento sustituye a la giga, más habitual en el modelo tradicional del estilo barroco. Cada danza va seguida de una variación llamada double. De las tres partitas para violín solo de Bach, la primera es la más anticuada en su elección de movimientos de danza. Desde el punto de vista estructural es inusual entre las sonatas y partitas para instrumentos solistas de Bach, ya que consta de cuatro pares de movimientos, el segundo de cada par ofreciendo una variación (o, empleando el término francés doble) sobre el primero. Otro guiño a las formas antiguas es la disposición general de los movimientos; los pares siguen el patrón lento-rápido-lento-rápido de la sonata da chiesa o sonata de iglesia. Para complicar las cosas, cada double es mucho más rápido que el movimiento al que varía. La obra es técnicamente exigente, en general más difícil que la tercera partita pero no tan dura como la Partita para violín solo n.º 2, BWV 1004, cuya famosa Chacona está repleta de dobles y triples cuerdas. Esta partita quizá sea en apariencia la más sencilla y expresivamente poco demostrativa de las tres.

### I.Allemande – Double
La Allemande anuncia que no es para violinistas remilgados con una serie inmediata de dobles cuerdas, si bien eran más fáciles de tocar en la época de Bach que en la actualidad debido al arco barroco convexo. Se trata de un ejemplo típico de alemanda o allemande, una danza alemana lenta y seria en compás cuaternario y forma binaria. Las melodías, que parecen improvisadas, se niegan a ajustarse a las frases esperadas. Su carácter se define por contornos angulosos, incluso aparentemente torpes. En comparación, su "Double" es sencillo, aunque aquí, como en toda la suite, la escritura de Bach aparece teñida de una expresiva melancolía subyacente. Es más rápido y en compás alla breve, siguiendo los mismos contornos que las melodías originales, pero ahora rellenándolas con series pares de notas. 

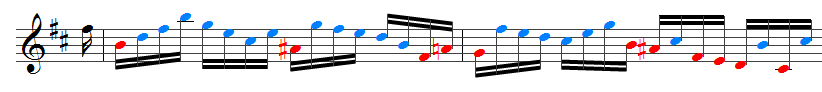
Comienzo del double de la Alemanda. Los distintos colores representan distintas líneas melódicas.

### II.Corrente – Double (Presto)
La Corrente es la versión italiana de la forma de danza conocida en francés como courante. Es bastante rápida, en compás de 3/4, recorriendo la escala hacia arriba y hacia abajo. Su "Double", marcado Presto, vuelve a desplazarse por todo el pentagrama, pero ahora las notas vuelan casi tan rápido como es posible.

### III.Sarabande–Double
Con la Sarabande el ambiente se vuelve sombrío, el único movimiento de la obra que recibe la versión francesa de su título. De hecho, a diferencia del modelo italiano común, esta zarabanda francesa es lenta, en compás de 3/4 y expresiva, con una segunda mitad casi totalmente en dobles cuerdas. Su "Double" cambia a ritmo de 9/8 y aumenta el tempo, pero el carácter sigue siendo cuestionador e inquieto; al menos ahora Bach suaviza las dobles cuerdas. Tanto la Sarabande como el Double presentan elegantes gestos y una noble elocuencia que establecen su posición como punto clave de la suite.

### IV.Tempo di Borea – Double
El movimiento final aparece como Tempo di Borea (relacionado con la bourrée), rápido y fuertemente acentuado en un marcado compás de 2/4 pero que en realidad se siente más como un 2/2. De nuevo, Bach emplea múltiples cuerdas a lo largo de la mayor parte de este movimiento. Su "Double" está en 12/4, con la forma de la melodía original oscurecida por el rápido y continuo pasaje. Este último par de piezas hacen un uso eficaz de las secuencias para prolongar las frases y generar energía.

## En la cultura popular
Esta obra ha servido de inspiración a artistas musicales de diversos géneros para crear sus propias versiones. Tanto las adaptaciones como las interpretaciones de la pieza original han sido incluidas en multitud de bandas sonoras de películas, programas de televisión, videojuegos, etc.

### Inclusión en bandas sonoras
- 1998 – Alice et Martin, película de André Téchiné protagonizada por Juliette Binoche en la que se puede escuchar la Bourrée y su Double correspondiente.
- 2004 – La memoria de los muertos, film de Omar Naim protagonizado por Robin Williams en el que se incluye esta partita.
- 2005 – Bee Season, película en cuya banda sonora figura el movimiento de Sarabande.